# 田代更生
田代 更生（たしろ こうせい、1935年 - ）は田代総合研究所の代表取締役社長であり、日本調査情報学院の理事長も務める。大分県出身。
娘は元ニッポン放送アナウンサーで現在フジテレビ総務局勤務の田代優美。
耳が大きいのが特徴で、テリー伊藤によくネタにされている。